# Pier Maria IV. de’ Rossi

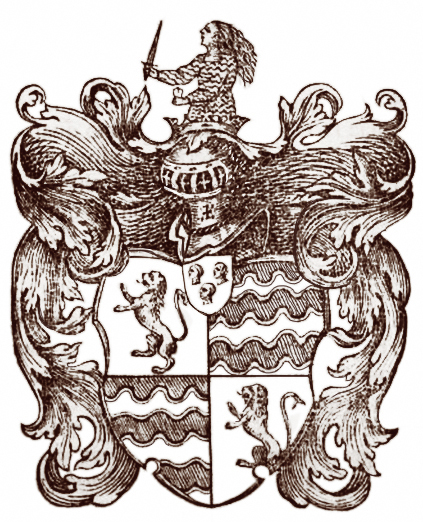
Wappen der Rossis von San Secondo

Pier Maria IV. de’ Rossi (* 1620 in San Secondo; † 1653 in Farfengo) war ein italienischer Condottiere und Adliger, sowie 7. Markgraf von San Secondo.

## Biografie
Der Sohn von Federico I. de’ Rossi und Orsina di Taddeo Pepoli wurde 1620 geboren. Häufig wird er in den Quellen mit dem erstgeborenen Sohn von Federico I. aus dessen erster Ehe mit Isabella Borromeo verwechselt, der ebenfalls Pietro Maria hieß, aber vorzeitig verstarb. Er folgte 1635 seinem Halbbruder Troilo IV. als Markgraf von San Secondo nach.
Er folgte der politischen Linie seines Vorgängers in der Allianz mit Spanien und übernahm, wie dieser, das Kommando einer Soldatenkompanie des Herzogtums Mailand. Dies war eine Folge der Tatsache, dass seine Position als Markgraf von San Secondo ausschließlich Formsache war, da Ranuccio II. Farnese auf der Konfiszierung des Lehens San Secondo bestand, das von einem Bürgermeister im Namen des Herzogs geleitet wurde. Aus diesem Grunde konnte Pier Maria IV. auch nicht mehr in der Rocca dei Rossi, der Residenz seiner Vorfahren, leben oder auch nur sich nach San Secondo begeben, sondern lebte in einer Villa in Farfengo, das heute zur Gemeinde Grumello Cremonese ed Uniti gehört.
Dort starb er 1653 ohne Nachkommen und hinterließ seinen Titel seinem Bruder Scipione I.